# 石川さん みんなのニュース
『石川さん みんなのニュース』（いしかわさん みんなのニュース）は、2015年3月30日から2018年3月31日まで、石川テレビで夕方に放送されていた石川県向けのローカルワイドニュース番組。

## 概要
- キー局・フジテレビが『（FNN）みんなのニュース』をスタートさせることに伴い、『石川テレビスーパーニュース』の後番組として放送開始。
- タイトルの「石川さん」とは、石川テレビのマスコットキャラクターのこと。
- 日曜日はこれまで通り、『FNN北陸中日新聞 日曜夕刊』として放送。前番組では専用エンディングはあったが、本番組からは天気カメラに提供を出した後にエンドカードを出す方式に移行。以降も定着している。
- 2018年3月31日で終了し、後番組は『石川さん プライムニュース』。

## 放送時間
| 期間      | 期間      | 平日                   | 平日                  | 平日                  | 土曜日                |
| 期間      | 期間      | 放送時間（JST）        | ローカルニュース枠    | ローカルニュース枠    | 放送時間（JST）       |
| --------- | --------- | ---------------------- | --------------------- | --------------------- | --------------------- |
| 2015.3.30 | 2016.3.26 | 16:50 - 19:00（130分） | 16:50 - 17:00（10分） | 18:15 - 19:00（45分） | 17:30 - 18:00（30分） |
| 2016.3.28 | 2016.4.2  | 16:50 - 19:00（130分） | 16:50 - 16:52（2分）  | 18:15 - 19:00（45分） | 17:30 - 18:00（30分） |
| 2016.4.4  | 2017.9.30 | 16:50 - 19:00（130分） | 16:50 - 16:52（2分）  | 18:14 - 19:00（46分） | 17:30 - 18:00（30分） |
| 2017.10.2 | 2018.3.31 | 16:50 - 19:00（130分） | 18:14 - 19:00（46分） | 18:14 - 19:00（46分） | 17:30 - 18:00（30分） |

## 出演者

### 平日版
○は石川テレビアナウンサー（出演当時）、☆は『石川テレビスーパーニュース』から続投、★は『石川さん プライムニュース』に続投。
- 塩野利明★（石川テレビ報道部、2017.4.3 - 2018.3.30、月 - 金曜日）
- 加藤愛○★（2018.1.29 - 3.30、月 - 金曜日、『石川さん情報Live リフレッシュ』も兼務）

### 土曜版
- シフト勤務

## 過去の出演者
| 期間      | 期間      | 男性     | 女性        | 女性         |
| 期間      | 期間      | 男性     | 月 - 水曜日 | 木・金曜日   |
| --------- | --------- | -------- | ----------- | ------------ |
| 2015.3.30 | 2017.3.3  | 伊藤慎祐 | 弘松優衣    | 薄田ジュリア |
| 2017.3.6  | 2017.3.31 | 伊藤慎祐 | 弘松優衣    | 弘松優衣     |
| 2017.4.3  | 2018.1.26 | 塩野利明 | 弘松優衣    | 弘松優衣     |
| 2018.1.29 | 2018.3.30 | 塩野利明 | 加藤愛      | 加藤愛       |